# Tavera
Tavera es una comuna y población de Francia, en la región de Córcega, departamento de Córcega del Sur.
Su población en el censo de 1999 era de 336 habitantes.

## Historia
Este pueblo debe su nombre a una familia noble española, cuyo padre se llamaba Juan Antonio Pagano nobile Tavera. Llegando en Córcega al XVIe siglo en la región de Ajaccio, él se instaló muy rápidamente en la montaña a 800 m, en un lugar nombrado Tavera Vecchia (Tavera la vieja). A este lugar subsistía una vieja iglesia romance que databa del VIIe siglo no lejos del pueblo actual de Bocognano. Luego esta familia, con sus criados, descendió en el valle y fundó a Tavera. Construyeron en 1622 una gran casa llamada Casalta (la alta casa). Otra casa, creada más tarde, lleva el nombre de Casa-nova. Napoleón Bonaparte, entonces Capitán de artillería, se opuso a Pascal Paoli, que quería vincular la Córcega a Inglaterra. Denunciado y proseguido, Bonaparte dejó precipitadamente a Corte para Ajaccio, y encontró refugio a Tavera, en la familia Mancini.El desarrollo del pueblo fue de verdad real hacia 1880, con una de las primeras casas comunales incluyendo a una escuela, construidas en Córcega. Y se desarrolló con l' llegada del ferrocarril (estación de Tavera).

## Demografía
| 268 | 278 | 267 | 250 | 249 | 336 |
| Para los censos de 1962 a 1999 la población legal corresponde a la población sin duplicidades (Fuente: INSEE [Consultar]) |     |     |     |     |     |

## Lugares y monumentos
La estatua-menhir de Tavera, descubierta en 1961 por Pedro Lamotte, conservador de los Archivos de la Córcega.